# براميلا باتن
براميلا باتن (من مواليد 29 يونيو 1958) هي محامية بريطانية من أصل موريشيوسي وناشطة في مجال حقوق المرأة ومسؤولة في الأمم المتحدة، منذ عام 2017 وخلفا لمارغو والستروم وزينب بانجورا، تشغل حاليًا منصب الممثل الخاص للأمم المتحدة المعني بالعنف الجنسي في حالات النزاع ووكيل الأمين العام للأمم المتحدة. تأسس مكتبها بموجب قرار مجلس الأمن رقم 1888، الذي قدمته هيلاري كلينتون.
عملت باتن كعضو في لجنة الأمم المتحدة للقضاء على التمييز ضد المرأة من 2003 إلى 2017 ونائبة رئيس اللجنة.

## انتقادات حول مصداقية مكتبها في الامم المتحدة

### الحرب الاوكرانية-الروسية 2022
في 14 أكتوبر عام 2022 اتهمت باتن القوات المسلحة الروسية بدمج الاغتصاب وإساءة استخدام أدوية الضعف الجنسي في استراتيجيتها الرسمية في ساحة المعركة. وقالت باتن لوكالة فرانس برس في 14 تشرين الأول، إن “كل المؤشرات موجودة”.وقالت الأمم المتحدة: "عندما يتم احتجاز النساء لعدة أيام واغتصابهن، وعندما تبدأ في اغتصاب الأولاد الصغار والرجال، وعندما ترى سلسلة من عمليات تشويه الأعضاء التناسلية، وعندما تسمع النساء يشهدن حول الجنود الروس المجهزين بالفياجرا، فمن الواضح أن هذه استراتيجية عسكرية". ووفقا لذلك اتهم تقرير للأمم المتحدة صدر في 27 أيلول حول الصراع في أوكرانيا القوات الروسية بارتكاب مجموعة من الانتهاكات البشعة لحقوق الإنسان، بما في ذلك أعمال العنف الجنسي، بين شهري شباط وتموز 2022. على الرغم من أنه لم يذكر الفياجرا. وسرعان ما قامت الوسائل الاعلامية بنشر هذا الخبر على نطاق واسع مثل النيويورك بوست وال سي ان ان الاميركيتان.
في مكالمة مخادعة أجريت في 10 تشرين الثاني 2022 مع فلاديمير كوزنتسوف وأليكسي ستولياروف، المعروفين باسميهما المستعارين فوفان ولكزس، اعترفت مبعوثة الأمم المتحدة المختصة بالعنف الجنسي، براميلا باتن، بأنه لا يوجد دليل يدعم ادعاءاتها التي تم نشرها على نطاق واسع منذ تشرين الأول باستخدام الاغتصاب الجماعي الذي يغذيه الفياجرا كسلاح حرب. اعترفت بأنه ليس لديها دليل قائلة: "ليست وظيفتي إجراء التحقيقات. ليس لدي مثل هذا التفويض. أنا أجلس في نيويورك، في مكتب في نيويورك...". وان مكتبها ليس مكتب مخوّل للتحقيق او البحث عن ادلة وما شابه وهنالك مكتب اخر في الأمم المتحدة يختص بذلك.

### حرب غزة 2023
في فيبراير عام 2024 في غضون الحرب على غزة بعثت باتن ومكتبها لاسرائيل من قبل رئيس فريق الأمم المتحدة على طلب من اسرائيل وعلى رأسهم المحامية النسوية الاسرائيلية روث هالبرن-كداري ولها معرفة سابقة بباتن وقد عملت معها في مكتبها في الامم المتحدة. فتقول هالبرن-كداري انها في اواخر عام 2023 ، في الأيام التي تلت هجوم 7 أكتوبر، تواصلت مع كل منظمة ذات صلة بنظام حقوق الإنسان التابع للأمم المتحدة والتي كانت جزءًا منه، وكذلك مع براميلا باتن، وهي زميلة سابقة عملت معها في اتفاقية القضاء على جميع أشكال التمييز ضد المرأة، والتي تعمل الآن كالممثلة الخاصة للأمم المتحدة المعنية بالعنف الجنسي في حالات النزاع وقالت لها: "نحن بحاجة إليك هنا". ان جدول أعمال باتن الشخصي في رحلتها شمل: 15 يومًا في إسرائيل، ويومين في الأراضي الفلسطينية المحتلة.

ولاحقا في 4 مارس/آذار، أصدرت الأمم المتحدة تقريرًا حول العنف الجنسي الذي يُفترض أنه حدث أثناء الحرب الإسرائيلية على غزة. وبينما قدمت بعض وسائل الإعلام الغربية التقرير في البداية كدليل على تورط حماس في اعتداءات جنسية ممنهجة أثناء هجومها على إسرائيل في 7 أكتوبر/تشرين الأول، إلا أن نتائج التقرير لم تدعم هذه الادعاءات بشكل كامل. وعلى الرغم من التأطير الأولي من قبل بعض وسائل الإعلام الرئيسية، إلا أن مؤلفي التقرير لم يجدوا أدلة ملموسة لإثبات مزاعم حملة اغتصاب واسعة النطاق من قبل قوات حماس. وحتى سلطوا الضوء على التحديات التي تواجه التحقق من مثل هذه الادعاءات، بما في ذلك عدم القدرة على تحديد مكان أي ضحايا والمخاوف بشأن دقة تفسيرات الطب الشرعي. وأقر التقرير بأن جهود الضغط الإسرائيلية لعبت دورا في دفع بعثة الأمم المتحدة إلى التحقيق في هذه المزاعم، مما أثار تساؤلات حول حياد البعثة. ومع ذلك، أشارت أيضًا إلى تعاون السلطات الإسرائيلية في تسهيل الوصول إلى مواقع معينة وتوفير المعلومات لفريق الأمم المتحدة. ورغم أن التقرير وجد مؤشرات على حدوث عنف جنسي أثناء النزاع، إلا أنه أكد على أن التحقيق لم يكن مقصودًا أن يكون تحقيقيًا بطبيعته. ذكرت ممثلة الأمم المتحدة الخاصة المعنية بالعنف الجنسي، براميلا باتن، أنها عثرت على معلومات من السلطات الاسرائيلية تشير إلى وقوع عنف جنسي ضد الإسرائيليين الذين تم القبض عليهم في 7 أكتوبر/تشرين الأول، لكنها امتنعت عن تسمية الضحايا أو الجناة أو تحديد أي أنماط واضحة. وخلال المؤتمر الصحفي الذي أعقب صدور التقرير، أوضحت باتن أنه على الرغم من الدعوات الموجهة للضحايا للتقدم، لم يتمكن فريق الأمم المتحدة من تحديد مكان أي أفراد تعرضوا لاعتداءات جنسية على يد الفلسطينيين. علاوة على ذلك، سلط التقرير الضوء على التحديات التي تواجه تأكيد الادعاءات الإسرائيلية، مشيرًا إلى عدم وجود أدلة ملموسة في الصور ومقاطع الفيديو والمصادر المفتوحة المتاحة. وفي إحدى الحالات البارزة، أشار التقرير إلى أن السلطات الإسرائيلية قامت بفبركة مشهد اغتصاب كاذب، مما أثار الشكوك حول موثوقية بعض الادعاءات. بشكل عام، تشير نتائج التقرير إلى الحاجة إلى مزيد من التحقيق والحذر من استخلاص استنتاجات نهائية بناءً على أدلة محدودة. وذكر بالتقرير التوضيح التالي حول عدم وجود تخويل وتفويض لمكتب باميلا في التحقيق في الانتهاكات الجنسية :
لم يكن الهدف من الزيارة أو التفويض بها أن تكون ذات طبيعة تحقيقية، وهي ولاية منوطة بهيئات أخرى تابعة للأمم المتحدة، والتي أبدت على الفور استعدادها واستعدادها للتحقيق في جميع الانتهاكات المزعومة المرتكبة في سياق هجمات 7 أكتوبر/تشرين الأول وما أعقبها. تم الاتفاق مسبقًا على نطاق ومعايير الزيارة مع السلطات المعنية، لضمان الوصول السري دون عوائق إلى المحاورين والمعلومات. التزم فريق البعثة بمنهجية الأمم المتحدة القياسية، بما في ذلك مبدأ الاستقلال والحياد والموضوعية والشفافية والنزاهة ومبادئ "عدم الإضرار" المتعلقة باحترام السرية والموافقة المستنيرة. حصلت الممثلة الخاصة للأمين العام باتن على الدعم من فريق فني يتألف من تسعة خبراء من منظومة الأمم المتحدة، بما في ذلك متخصصون في إجراء المقابلات الآمنة والأخلاقية مع الضحايا/الناجين والشهود من جرائم العنف الجنسي، وأخصائي في الطب الشرعي، ومحلل للمعلومات الرقمية والمفتوحة المصدر. لم يدخر فريق البعثة أي جهد لجمع المعلومات وتشجيع الضحايا/الناجين والشهود على التقدم ومشاركة قصصهم.
رغم انعدامها المطلق في النشرات الاخبارية التقليدية، لاقت هذه الانتقادات اصداء عالية في الحيز الافتراضي وخصيصًا بعد كشف فضيحة مقال "صرخات بلا اصوات" للنيويورك تايمز.
بينما في كان الرد الاسرائيلي على التقرير بين الاحتفاء والاحباط فشعرت اسرائيل بالإحباط إزاء تقرير الأمم المتحدة الصادر في 7 أكتوبر/تشرين الأول حول العنف الجنسي، لأنه لم يتهم حماس أو أي جماعة مسلحة أخرى بارتكاب هذه الأفعال المزعومة. واجابت براميلا باتن المذيعة الاسرائيلية يونيت ليفي في مقابلة تلفزيونية لها إنها تتفهم الاحباط نتيجة الصدمة القومية الاسرائيلية الا ان إسرائيل نفسها يجب أن تمنح حق الوصول إلى تحقيق للنظر في هذا الأمر حيث ان ترفض إسرائيل التعاون مع تحقيق الأمم المتحدة.